# Stranger in Moscow
"Stranger in Moscow" er en hit-single fra 1996 af Michael Jackson fra hans HIStory-album. Nummeret opnåede en top 10-placering i adskillige lande, herunder førstepladsen Spanien. I USA floppede nummeret dog på hitlisterne. 
Michael Jacksons tidligere kollega og tekstforfatter, Rod Temperton (der bl.a. har skrevet "Rock With You" og "Thriller"), mener, at dette er Jacksons bedste sang nogensinde.

## Baggrund
Jackson skrev "Stranger in Moscow", da han var i Moskva for at optræde på Dangerous-turneen. Det er muligt, at "Stranger in Moscow"-melodien oprindeligt var tiltænkt videospillet Sonic 3, da Michael Jackson arbejdede sammen med SEGA på spillet. Jackson blev dog fyret i forbindelse med pædofilianklagerne i 1993, men det er stadig muligt, at SEGA har brugt Jacksons arbejde, da melodien i slutningen af Sonic 3 lyder identisk til "Stranger in Moscow". Kun tempoet er forskelligt.